# Stanisław Winiarski (1893–1963)
Stanisław Winiarski, ps. „Sowa”, „Wawrot” (ur. 17 września 1893 w Kozienicach, zm. 22 stycznia 1963 w Warszawie) – polski urzędnik i działacz niepodległościowy, podoficer Legionów Polskich i Wojska Polskiego, powstaniec śląski i warszawski, kawaler Orderu Virtuti Militari, inżynier chemik.

## Życiorys
Urodził się 17 września 1893 w Kozienicach, w rodzinie Jana i Romany ze Staniewskich. Był absolwentem Szkoły Handlowej Zgromadzenia Kupców w Warszawie. W 1911 ukończył kurs gorzelniczy przy Stacji Doświadczalnej Przemysłowo-Fermentacyjnej w Krakowie, a później również kurs rektyfikatorów w Warszawie i korespondencyjnie Szkołę Techniczną w Lipsku. W latach 1911–1914 praktykował w „Zakładach Przemysłowych Stanisław Zagrodzki i Antoni Malatyński Miechów-Charsznica”. Od wiosny 1914 był członkiem Związku Strzeleckiego.
W sierpniu 1914 wstąpił do Legionów Polskich. Początkowo został przydzielony do 18. kompanii, a później walczył w szeregach 3. kompanii IV batalionu 5 pułku piechoty. Był dwukrotnie kontuzjowany (w 1915 pod Wysokiem Litewskim i 1916 w bitwie pod Kostiuchnówką). Za bohaterstwo w walce odznaczony został Krzyżem Srebrnym Orderu Virtuti Militari. Po kryzysie przysięgowym (lipiec 1917) został internowany w obozie w Szczypiornie. W październiku 1917 został zwolniony z obozu na skutek interwencji rodziny. Wyjechał w okolice Krakowa, gdzie włączył się w prace Polskiej Organizacji Wojskowej. W listopadzie 1918 wziął udział w rozbrajaniu Austriaków w rejonie Proszowic, a następnie w Krakowie, w przygotowaniu oddziałów odsieczy Lwowa. W 1919 wziął udział w I powstaniu śląskim, w oddziale porucznika Antoniego Ożóg-Orzegowskiego (I batalion bytomski). W 1920 wstąpił jako ochotnik do Wojska Polskiego. Po ukończeniu sześciotygodniowego kursu karabinów maszynowych został przydzielony do I batalionu 202 pułku piechoty. W jego szeregach wziął udział w wojnie z bolszewikami. Po zawieszeniu broni został zdemobilizowany i wrócił do pracy w zakładach w Charsznicy.
W Charsznicy poznał swoją żonę i tam urodziło się czworo jego dzieci. 29 października 1928 został zameldowany w Poznaniu, natomiast żona z dziećmi 19 grudnia tego roku. 29 listopada 1929 został wymeldowany do Stanisławowa. Następnie pracował jako urzędnik Państwowego Monopolu Spirytusowego. W lipcu 1933 był zastępcą dyrektora Państwowej Wytwórni Wódek we Lwowie. W tym czasie obowiązki zawodowe łączył z działalnością społeczną w organizacji miejskiej Bezpartyjnego Bloku Współpracy z Rządem, Związku Strzeleckim i Związku Legionistów Polskich jako prezes oddziału im. śp. Tadeusza Furgalskiego. Później był dyrektorem Wytwórni Wódek w Starogardzie. W 1939, przed wybuchem II wojny światowej przeniósł się z rodziną do Warszawy.
W okresie okupacji był czynnym członkiem konspiracji. Wziął udział w powstaniu warszawskim, w szeregach dywizjonu motorowego Obszaru AK należącego do Zgrupowania Kuba-Sosna. Używał wówczas pseudonimu „Wawrot”. Po kapitulacji powstania dostał się do niemieckiej niewoli. Po II wojnie światowej był kierownikiem Pracowni Ekonomicznej Biura Projektów Przemysłu Fermentacyjnego oraz organizatorem i dyrektorem Centralnego Biura Projektów Przemysłu Spożywczego. Zmarł 22 stycznia 1963 w Warszawie i tam pochowany na Cmentarzu Powązkowskim (kwatera 246, rząd 7, miejsce 16–17).
Był żonaty ze Stefanią Elżbietą ze Smorawińskich (1891–1969), z którą miał czworo dzieci: Tadeusza, ps. „Wiesław” (1920–1944), kaprala podchorążego batalionu „Bałtyk”, Barbarę (ur. 1922), Alicję, ps. „Malutka” (1924–2020), po mężu Grabowską, sanitariuszkę II Rejonu Obwodu Praga AK, lekarza medycyny i Krystynę (ur. 1926).

## Ordery i odznaczenia
- Krzyż Srebrny Orderu Wojskowego Virtuti Militari nr 6665 – 17 maja 1922[17][18][19]
- Krzyż Niepodległości – 16 września 1931 „za pracę w dziele odzyskania niepodległości”[20][21][22][7]
- Krzyż Walecznych[12][23][7]
- Złoty Krzyż Zasługi[7]
- Odznaka „Za wierną służbę”[12]
- Odznaka Pamiątkowa Więźniów Ideowych[12][24]